# Carolina Eyck
Carolina Eyck, född 26 december 1987 nära Berlin, är en tysk theremin-musiker. Hon ses som en av världens få kvinnliga virtuoser på detta mycket tidiga elektroniska instrument. Hon är även en av få unga musiker på instrumentet.

## Biografi
Eyck växte upp som medlem av den sorbiska minoriteten i östra Tyskland, och en sorbisk namnversion av hennes efternamn lyder Eyckek. Vid fem års ålder fick Carolina Eyck sin första klaviaturundervisning, och ett år senare inledde hon sin violinutbildning. Hennes lärare på en specialskola för musik i Berlin var professor Ulla Scholz. Då Carolina Eyck senare bytte instrument till altfiol studerade hon istället under professor Ditte Leser. 
Hennes komposition Physikalische Formeln vann 2005 en tävling för unga kompositörer. Verket Sciciani – Am wendischen Burgwall, för dragspel och stråkar, vann året därpå den offentliga radiostationen RBBs kompositörspris. 
I augusti 2007 mottog hon ett musikstipendium för fiol från Kungliga Musikhögskolan i Stockholm. 
Carolina Eyck har studerat theremin under Lydia Kavina, ättling till instrumentets skapare Léon Theremin, och spelar på en Big Briar Theremin series 91A och på en Etherwave proffs-Theremin tillverkad av Robert Moog. Hon skrev även den första tyskspråkiga thereminkursen Die Kunst des Thereminspiels. Som thereminsolist har hon framträtt på flera musikfestivaler i Basel, Davos, Łódź och Budapest.

## Verk

### Kompositioner
- Sciciani—Am wendischen Burgwall, Pictures for Accordion and Strings, världspremiär 16 september 2006 med Cottbus filharmoniska orkester under ledning av GMD Reinhard Petersen, Solist: Aidar Gainullin (Moskva)—Bajan
- CIANI—Am wendischen Burgwall, Pictures for Theremin and Orchestra, världspremiär 4 februari 2007 med Musikgymnasium Carl Philipp Emanuel Bach in den franska katedralen i Berlin
- Syllableaves, concerto för theremin och orkester, världspremiär 24 april 2010 med Gävle symfoniorkester under ledning av Fredrik Burstedt i Gävle konserthus
- Sauselei, duett för viola och röst (2010)
- Fantasias för theremin och stråkkvartett (2015)
- Remembrances för theremin och orkester (2020)

### Diskografi (urval)

#### Studioalbum
- Theremin (2008, Servi)
- Fazıl Say (2013, Imaj)
- Improvisations for Theremin and Piano (2014, Butterscotch Records)
- Theremin Sonatas (2015, Genuin) med Christopher Tarnow
- Fantasias for Theremin and String Quartet (2016, Butterscotch Records)
- Waves (2019, yeyeh)
- Elegies for Theremin & Voice (2019, Butterscotch Records)
- Thetis 2086 (2022 Neue Meister)

#### Live-inspelningar
- Kalevi Aho (2013, BIS), med Annu Salminen, John Storgård och Lapplands kammarorkester